# Courtney Sweetman-Kirk
Courtney Alexandra Sweetman-Kirk (Leicester, 16 novembre 1990) è una calciatrice britannica, attaccante dello Sheffield Utd.

## Palmarès

### Individuali
- Capocannoniere del campionato inglese di seconda divisione: 2

2015 (20 reti), 2017 (9 reti)